# Judit Mascó
Judit Mascó i Palau, née le 12 octobre 1969 à Barcelone (Espagne), est un mannequin et une animatrice de télévision Espagnole.

## Biographie

### Enfance
Judit Mascó a grandi dans une famille de classe moyenne, son père étant un chef d'établissement. Elle aimait s'habiller avec sa sœur, en utilisant des vêtements de sa mère. À l'âge de quinze ans, elle a débuté dans le monde de la mode, tout en prenant des leçons de piano et en étudiant à l'école.

### Vie privée
Elle est mariée à l'avocat Eduardo Vicente et a quatre filles.

## Carrière

### Mannequinat

#### Début
Son entrée dans le monde de la mode s'est faite alors qu'elle était âgée de treize ans, à l'occasion d'une publicité télévisée. Elle a commencé comme modèle à l'école Francina International Modeling Agency. Elle a ensuite été engagée par l'agence et a commencé à poser pour des magazines. Son parcours l'a amené à travailler au Japon et en Italie principalement.

#### Internationalisation
Mascó est apparue dans les années 1990 en couverture de Sports Illustrated Swimsuit Issue. Elle est également apparue dans les éditions de 1991, 1992, 1994 et 1995. Cette couverture l'a fait connaître dans le monde entier et elle a été rapidement engagée pour diverses campagnes publicitaires de grande envergure, y compris Max Mara, Laurel par Escada, Armand Bassi, Betty Barclay, Georges Rech, mangue, Majestic, Palmers Lingerie,Natura Bissé, El Corte Inglés, Clairol, Lancaster, Clarins ou Timotei.
Elle est, avec Penelope Cruz, l'un des seuls modèles espagnols ayant fait la couverture de l'édition américaine de Vogue. Elle a aussi posé pour la plupart des grands magazines de mode y compris les couvertures du Elle français, canadien, américain, espagnol, suédois et italien, Harper's Bazaar, Cleo, Glamour, Marie Claire, Telva, Ocean Drive, New Woman ou Amica.
Mascó a travaillé avec les photographes les plus connus dans l'industrie de la mode dans les années 1990, comme Hans Feurer, Gilles Bensimon, Ellen von Unwerth, Bruce Weber, Oliviero Toscani, Steven Meisel (elle ne garde pas un bon souvenir de lui après leur collaboration pour la couverture de Vogue), Fabrizio Ferri, Albert Watson ou Patrick Demarchelier parmi d'autres. 
Elle a défilé pour de grands couturiers, dont Armani, Dolce&Gabbana, Velentino, Max Mara, Carolina Herrera, Escada, Sportmax, Byblos, Loewe ou Anne Klein.
Masco est considérée comme l'un des meilleurs modèles espagnols de années 1990 et pose toujours de nos jours pour certains magazines, lorsqu'elle en a l'occasion. Elle est devenue la porte-parole exclusive de la marque de cosmétiques Natura Bissé de 2004 à 2008. En 2009, elle a signé pour Olay.

### Cinéma
Elle a joué des seconds rôles dans Después del sueño (Après le rêve) et El largo invierno (Le long hiver de 39), deux films espagnols du début des années 1990. On lui a proposé un rôle de James Bond girl dans A walk in the clouds en 1995, offre qu'elle a décliné en raison de son emploi du temps chargé.

### Télévision
Mascó a souvent participé à des émissions de télévision sur le sujet de la mode. Elle a fait plusieurs apparitions dans des séries télévisées espagnoles en tant qu'elle-même. 
En 2006 et 2007, elle est présentatrice du programme de télé-réalité Supermodelo sur la chaîne espagnole Cuatro TV. Elle présente par la suite l'émission "Els 25" (Les 25) sur la chaîne catalane TV3.

### Récompenses
Mascó a reçu le prix Elle de la Femme de l'Année en 2003 et le Protagonistas Award en 2009 pour son militantisme.

### Engagement social
En dehors de la télévision, de la mode et de l'écriture, Judit Mascó est impliquée dans des efforts de changement social. Elle est membre du conseil de plusieurs organisations non gouvernementales internationales comme la Fondation Vicente Ferrer, l'Asociación de Donantes de Riñón Españoles (Association des Espagnols donateurs de reins), les Amics de la Gent Gran (Amis des Personnes Âgées) et la Caravana Solidaria al África Occidental(Caravane solidaire de l'Afrique de l'Ouest). En outre, elle est la présidente du Festival de l'enfance et de la jeunesse, qui s'est tenu à Barcelone et membre du conseil consultatif d'Oxfam Espagne. 
En 2000, elle s'est rendue en Floride pour rencontrer le citoyen espagnol Joaquín José Martinez, à l'époque emprisonné dans le couloir de la mort, pour alerter les médias sur une peine injuste, la mort, pour deux meurtres qu'il affirme ne pas avoir commis. Sa visite était due à une campagne de pression de l'Espagne. Toute la couverture des médias a aidé à obtenir la révision du procès par la Cour suprême de Floride, à la suite de quoi il a été acquitté de toutes les accusations.

### Écrivain
Judit Mascó a publié deux livres. En 2003, elle publie ses mémoires avec El Libro de Judith Mascó (Le livre de Judith Mascó). En 2009, elle sort son deuxième livre, Modelo (Modèle) dans lequel elle décrit son travail et entend guider les jeunes filles dans ce monde.